# Erick Paolo Martínez
Erick Paolo Martínez (n. Chetumal, Quintana Roo, 1953 - f. 8 de febrero de 1985). Fue un político mexicano, miembro del Partido Revolucionario Institucional, fue Secretario de Desarrollo Económico de Quintana Roo.

## Biografía
Perteneciente a una de las principales familias políticas de Quintana Roo, era sobrino de Jesús Martínez Ross —hijo de su hermana Elidé Martínez Ross—. Desde muy joven alcanzó altos puestos en la administración del estado, principalmente al lado de Pedro Joaquín Coldwell quien sería su amigo y compañero de estudios; por lo que al llegar a la gubernatura, lo designó como Secretario de Desarrollo Económico en 1982, al renunciar a la titularidad de esa secretaría Miguel Borge Martín para ser candidato a Senador. Previamente habría sido delegado del Instituto Mexicano del Seguro Social en Yucatán. 
Por su cercanía con el gobernador se le mencionaba como uno de los más viables prospectos para la candidatura del PRI a la gubernatura de Quintana Roo en 1987; sin embargo, perdió la vida el 8 de febrero de 1985 en un accidente carretero en la Carretera Federal 307 en el tramo de Playa del Carmen a Cancún, al estallar un neumático de la camioneta en que viajaba junto con otros altos funcionarios del gobierno, resultando herido el gobernador Pedro Joaquín Coldwell y Joaquín González Castro, Secretario de Finanzas, falleció también Víctor Manuel Navarrete Romero, director del Banco Nacional Pesquero y Portuario S.A.
Su fallecimiento fue ampliamente sentido en Quintana Roo, con posterioridad su nombre ha sido impuesto a numerosas avenidas, escuelas y edificios públicos en el estado. En su memoria el gobierno del estado instituyó el Premio Estatal al Mérito Administrativo en el Servicio Público Erick Paolo Martínez.